# Dainagon
Dainagon (大納言), « grand conseiller » ou « conseiller d'État », est un titre donné au Japon à partir de 702 et créé dans le cadre administratif des codes, constitue le troisième rang du deuxième échelon de fonctionnaire en dessous de celui de ministre (daijin). Il relève du dajōkan.
Leur charge consistait à délibérer sur la direction des affaires administratives en général et à présenter au trône les suggestions adressées par les hauts fonctionnaires à qui ils devaient transmettre les messages impériaux. Ils pouvaient avoir la faculté de conduire de leur propre chef les affaires confiées au dajōkan en l'absence des ministres.

## Liste desdainagon
1. Soga no Hatayasu (672)
2. Kose no Hito (672)
3. Ki no Ushi (672)
4. Ōtomo no Makuta (683)
5. Prince Toneri (683)
6. Ōtomo no Miyuki (701)
7. Abe no Miushi (701)
8. Isonokami no Maro (701-704)
9. Fujiwara no Fuhito (701-708)
10. Ki no Maro (701-705)
11. Ōtomo no Yasumaro (705-714)
12. Nagaya (718-721)
13. Abe no Yadonamaro (718-720)
14. Tajihi no Ikemori (721-730)
15. Fujiwara no Muchimaro (729-734)
16. Ōtomo no Tabito (730-731)
17. Tachibana no Moroe (737-738)
18. Fujiwara no Toyonari (740-749)
19. Kose no Nademaro (749-753)
20. Fujiwara no Nakamaro (749-757)
21. Ishikawa no Toshitari (758-762)
22. Fun'ya no Kiyomi (762-764)
23. Fujiwara no Nagate (764-766)
24. Prince Shirakabe (futur empereur Kōnin) (766-770)
25. Fujiwara no Matate (766)
26. Kibi no Makibi (766)
27. Yuge no Kiyohito (768-770)
28. Ōnakatomi no Kiyomaro (768-771)
29. Fun'ya no Ōchi (771-777)
30. Fujiwara no Uona (771-778)
31. Iso no Kamiyakatsugu (780-781)
32. Fujiwara no Tamaro (781)
33. Fujiwara no Korekimi (782-783)
34. Fujiwara no Tsuginawa (783-790)
35. Fujiwara no Oguromaro (790-794)
36. Ki no Funemori (791-792)
37. Ki no Kosami (796-797)
38. Prince Kami (796-798)
39. Prince Ichishi (798-805)
40. Fujiwara no Otomo (806-807)
41. Fujiwara no Uchimaro (806)
42. Fujiwara no Sonohito (810-812)
43. Sakanoue no Tamuramaro (810-811)
44. Fujiwara no Fuyutsugu (818-821)
45. Fujiwara no Otsugu (821-825)
46. Yoshimine no Yasuyo (828-830)
47. Fujiwara no Tadamori (828-838)
48. Kiyohara no Natsuno (830-832)
49. Minamoto no Tokiwa (838-840)
50. Fujiwara no Chikanari (840-842)
51. Tachibana no Ujikimi (842-844)
52. Fujiwara no Yoshifusa (843-848)
53. Minamoto no Makoto (848-857)
54. Fujiwara no Yoshimi (856-857)
55. Abe no Yasuhito (857-859)
56. Minamoto no Sadamu (859-863)
57. Minamoto no Hiromu (859-863)
58. Taira no Takamune (864-867)
59. Tomo no Yoshio (864-866)
60. Fujiwara no Ujimune (867-870)
61. Minamoto no Tōru (870-872)
62. Fujiwara no Mototsune (870-872)
63. Minamoto no Masaru (872-882)
64. Fujiwara no Tsuneyuki (872-875)
65. Minabuchi no Toshina (876-877)
66. Minabuchi no Toshina (882-891)
67. Fujiwara no Fuyuo (882-887)
68. Minamoto no Yoshiari (891-896)
69. Fujiwara no Tokihira (897-899)
70. Fujiwara no Takafuji (899-900)
71. Minamoto no Hikaru (899-901)
72. Fujiwara no Sadakuni (902-906)
73. Fujiwara no Kunitsune (902-908)
74. Minamoto no Sadatsune (908)
75. Fujiwara no Tadahira (911-914)
76. Minamoto no Tatau (913-914)
77. Minamoto no Noboru (914-918)
78. Fujiwara no Michiakira (914-920)
79. Fujiwara no Sadakata (920-924)
80. Fujiwara no Kiyotsura (921-930)
81. Fujiwara no Nakahira (927-933)
82. Fujiwara no Yasutada (930-936)